# ديما ترحيني
ديما إبراهيم ترحيني، إعلامية لبنانية، ومقدمة برامج سياسية، تنقلت في عملها من قناة الNBN اللبنانية، إلى CNBC العربية، ثم قناة الجزيرة، ثم قناة دويتشه فيليه الألمانية، لتصبح المذيعة الرئيسية في القناة.

## دراستها
حائزة على شهادة الماجستير في العلاقات الدولية في جامعة برلين الحرة، بالإضافة إلى شهادتيْن في العلوم السياسية والاعلام في بيروت.كما انها حائرة على شهادتين من لندن للتدريب الاعلامي.

## التدريب
تدربت في مؤسسة رويترز للاعلام في لندن ومؤسسة «سنتوريون» البريطانية حول العمل التلفزيوني وتغطية الاحداث الميدانية.

## عملها الإعلامي
بعد تخرجها من الجامعة اللبنانية، عملت في الفترة بين عامي 1998-1999 كمحققة صحفية لعدد من القنوات التلفزيونية العربية من لبنان.

### تلفزيون دبي
بدأت عملها في تلفزيون دبي، ثم انتقلت إلى تقديم نشرات الاخبار الاقتصادية لذات المحطة من لبنان.

### فيقناة الNBN
بعد تلفزيون دبي، انتقلت إلى قناة NBN اللبنانية، حيث قدمت أكثر من برنامج في الإطار الاجتماعي والسياسي منها:
- (من منطقة المنطقة)
- (اختصاص الغد)
- (سياحة)
- (شو الحل)

### فيقناة CNBC
قدمت في قناة «CNBC عربية» التي تبث من مدينة دبي، النشرات الاقتصادية

### فيقناة الجزيرة
أما في قناة الجزيرة، فقد عملت كمراسلة للنشرات الاخبارية الاقتصادية من بيروت، فضلاً عن مسؤوليتها عن البرامج الوثائقية.

فقد بدأت مع قناة الجزيرة كمراسلة اقتصادية للقناة من بيروت، ثم منتج منفذ للبرنامج الوثائقي «نقطة ساخنة» و «يحكى ان» مع الإعلامي أسعد طه وتنقلت في عملها بين ساراييفو والعراق والمغرب.

### فيقناة دويتشه فيليDW
وهي قناة ألمانية ناطقة باللغة العربية، تعنى بالبرامج الثقافية والسياسية، وقد واكبت ديما ترحيني هذه القناة منذ نشأتها فالتحقت بالقناة في فبراير 2005 ومازالت تزاول عملها، وكانت أول مذيعة عربية تطل عبر شاشة محطة ألمانية.

وقد قدمت فيها العديد من البرامج منها: 
- كوادريغا: برنامج حواري أسبوعي
- مع الحدث
- مذيعة للاخبار السياسية

## صفحاتها الشخصية
- صفحتها على الفيس بوك

## وصلات خارجية
- نجمة البرنامج العربي في التلفزيون الألماني